# Ferrisia neovirgata
Ferrisia neovirgata är en insektsart som beskrevs av Khalid och Shafee 1988. Ferrisia neovirgata ingår i släktet Ferrisia och familjen ullsköldlöss. Inga underarter finns listade i Catalogue of Life.